# بيتر بروس (كاهن أنجليكاني)
بيتر بروس (بالإنجليزية: Peter Burrows)‏ هو كاهن أنجليكاني بريطاني، ولد في 27 مايو 1955 في دربي في المملكة المتحدة.